# الکساندر پیشچور
الکساندر پیشچور (اوکراینی: Олександр Віталійович Пищур؛ زادهٔ ۲۹ ژانویهٔ ۱۹۸۱) بازیکن فوتبال اهل اوکراین است.
از باشگاه‌هایی که در آن بازی کرده‌است می‌توان به باشگاه فوتبال اوبولون-برووار کیف، باشگاه فوتبال نوبهار نمنگان، باشگاه فوتبال متالیست خارکوف، باشگاه فوتبال روژمبرک، باشگاه فوتبال تاوریا سیمفروپول، باشگاه فوتبال بنیادکار، باشگاه فوتبال اوورلا اوژهورود، باشگاه فوتبال زوریا لوهانسک، و باشگاه فوتبال فورسکلا پولتاوا اشاره کرد.